# Smurfhits 5
Smurfhits 5 är det femte albumet i Smurfarnas skivserie Smurfhits, utgivet den 8 oktober 1998 på skivbolaget Arcade.

## Låtlista
1. "En stor pokal" (La copa de la vida av Ricky Martin) – 4:27
2. "Doktor Smurf" ("Doctor Jones" av Aqua) – 3:24
3. "Vi ha' de'" ("Vill ha dej" av Freestyle) – 3:43
4. "Smurf soppa med svamp" ("Gettin' Jiggy Wit It" av Will Smith) – 3:21
5. "Grattis Smurfen" ("Olé, Olé, Olé (The Name of the Game)" av The Fans) – 3:22
6. "Smurfar gör inte så" ("You're the One That I Want" av John Travolta & Olivia Newton-John) – 2:43
7. "Astrosmurfen" ("Diva" av Dana International) – 3:00
8. "Smurfar och sol" ("Sommar och sol" av Markoolio) – 3:15
9. "Cowboysmurfen (The Line Dance Smurf)" – 2:54
10. "Smurf kontakt" ("Space Invaders" av Hit'n'Hide) – 3:13
11. "Jag smurfar med pensel" ("Life Is a Flower" av Ace of Base) – 3:28
12. "Nu har jag äntligen landat" ("Stranded" av Lutricia McNeal) – 3:29
13. "Smurf nr. 1 (A Smurfing Kind of Guy)" – 3:42
14. "Blomstersmurfen (40 Years of Smurfing)" – 3:17
15. "Fyrvaktarsmurfen (Smurfing Down the Highway)" – 3:31

## Listplaceringar
| Lista (1998–1999) | Topplacering |
| ----------------- | ------------ |
| Sverige           | 9            |